# 암베사게르 요시에프
암베사게르 요시에프(Ambesager Yosief, 1984년 6월 29일 ~ )은 에리트레아의 축구 선수이다.